# Třída Independence (2015)
Třída Independence je třída hlídkových lodí singapurského námořnictva. V Singapuru jsou plavidla označována Littoral Mission Vessel (LMV). Celkem bylo objednáno osm jednotek, které byly do služby přijaty v letech 2017–2020. Jejich hlavním úkolem je hlídkování a ochrana námořního obchodu. Plavidla jsou schopna zasáhnout proti hladinovým a vzdušným cílům, nikoliv však proti ponorkám.

## Stavba
Celkem bylo v lednu 2013 objednáno osm jednotek této třídy. Plavidla byla vyvinuta ve spolupráci loděnic Saab Kockums AB a ST Marine, přičemž stavbu provádí domácí loděnice Singapore Technologies Engineering (součást koncernu ST Marine). Prototypová jednotka byla navodu spuštěna v červenci 2015 a v květnu 2016 úspěšně dokončila námořní zkoušky. Do služby byla přijata 5. května 2017, tedy v den 50. výročí založení singapurského námořnictva. Její dvě sesterské lodě následovaly v listopadu 2017. Poslední tři jednotky byly do služby přijaty 31. ledna 2020. Stavební program této třídy tak byl završen.
Jednotky třídy Independence:
| Jméno                 | Spuštěna na vodu | Uvedena do služby  | Poznámka |
| --------------------- | ---------------- | ------------------ | -------- |
| RSS Independence (15) | 3. července 2015 | 5. května 2017     | aktivní  |
| RSS Sovereignty (16)  | 16. dubna 2016   | 14. listopadu 2017 | aktivní  |
| RSS Unity (17)        | 13. října 2016   | 14. listopadu 2017 | aktivní  |
| RSS Justice (18)      | 18. března 2017  | 26. září 2018      | aktivní  |
| RSS Indomitable (19)  | 23. září 2017    | 26. září 2018      | aktivní  |
| RSS Fortitude (20)    | 24. března 2018  | 31. ledna 2020     | aktivní  |
| RSS Dauntless (21)    | 18. srpna 2018   | 31. ledna 2020     | aktivní  |
| RSS Fearless (22)     | 26. ledna 2019   | 31. ledna 2020     | aktivní  |

## Konstrukce
Konstrukce plavidel je modulární, což usnadní budou modernizace, popř. úpravu pro nasazení do specifických misí. Plavidlo nese 3D vyhledávací radar Thales NS100, navigační radar Kelvin Hughes SharpEye a elektro-optický systém Stelop Compass D EO. Hlavňovou výzbroj tvoří 76mm kanón OTO Melara Super Rapid ve věži na přídi, dvě dálkově ovládané zbraňové stanice OTO Melara Hitrole s 12,7mm kulomety a jedna dálkově ovládaná zbraňová stanice Rafael Typhoon 25mm kanónem. K boji proti vzdušným cílům slouží 12 vertikálních vypouštěcích sil pro protiletadlové řízené střely VL MICA. Neletální zbraně zastoupí dvě vodní děla, silné reproduktory a xenonové světlomety. Na zádi je přistávací plocha pro střední vrtulník. Ze záďové rampy mohou operovat dva inspekční čluny RHIB, nebo dálkově ovládané plavidlo Protector USV. Pohonný systém tvoří dva diesely MTU 20V 4000 M93. Nejvyšší rychlost dosahuje 27 uzlů. Dosah je 3500 námořních mil a vytrvalost 14 dní.